# Mikko Hyppönen

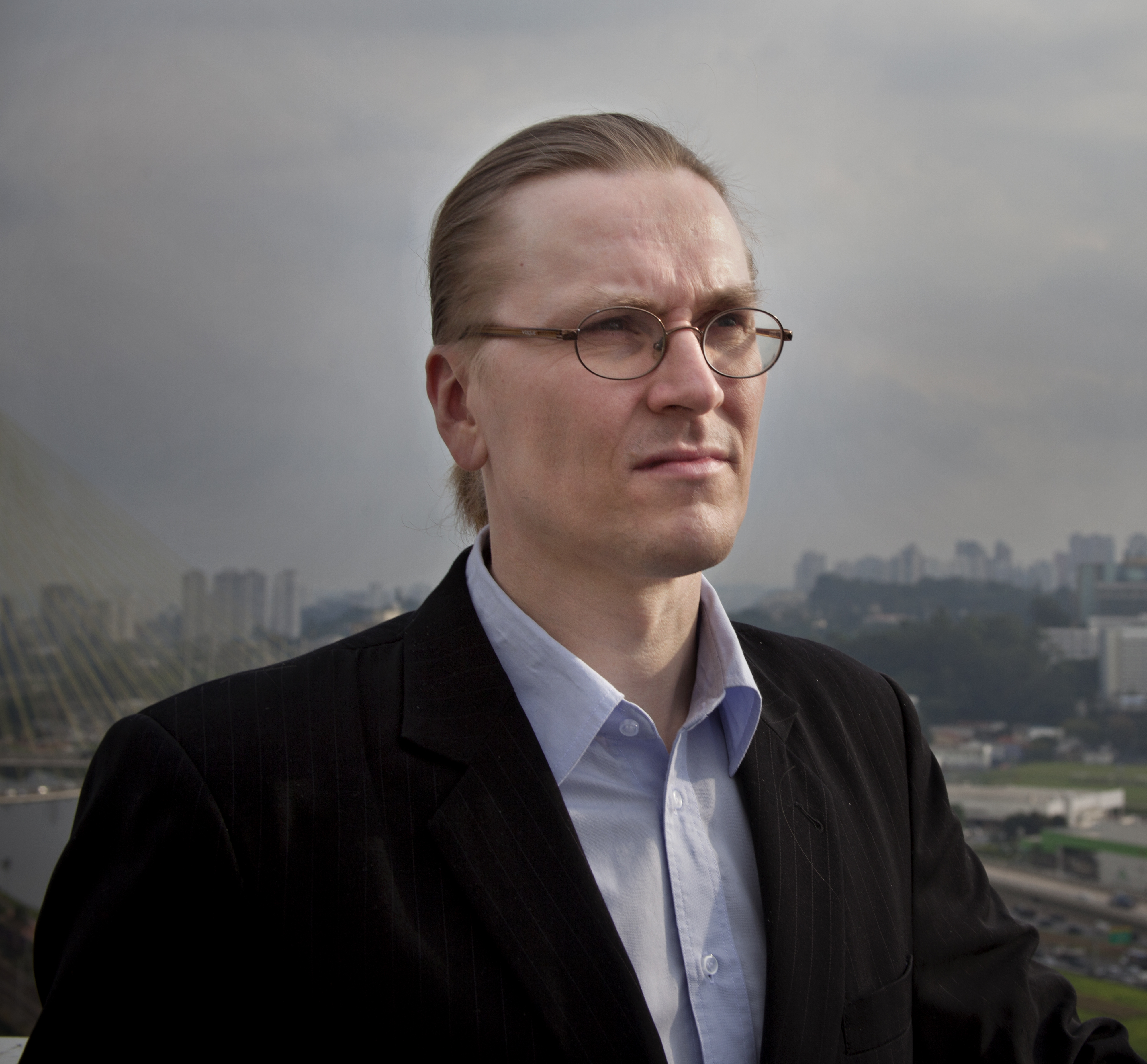
Mikko Hyppönen

Mikko Hermanni Hyppönen (ˈmikːo ˈhypːønen; * 13. Oktober 1969) ist ein finnischer Computersicherheits-Experte, Redner und Autor. Er ist bekannt für das Hyppönen-Gesetz zur IoT-Sicherheit, das besagt, dass jedes Gerät, das als „intelligent“ bezeichnet wird, anfällig ist (“If it's smart, it's vulnerable”). Mit Stand April 2021 arbeitet er als Chief Research Officer bei WithSecure (ehemals F-Secure for Business) und als Principal Research Advisor bei F-Secure.

## Karriere
Mikko Hyppönen arbeitet seit 1991 bei F-Secure in Finnland.
Hyppönen unterstützt seit den 1990er Jahren die Strafverfolgungsbehörden in den Vereinigten Staaten, Europa und Asien bei Cyberkriminalitätsfällen und berät Regierungen bei Cyberkriminalität.
Im Jahr 2004 arbeitete Hyppönen mit Vanity Fair an einer Reportage mit dem Titel „The Code Warrior“ zusammen, in der seine Rolle bei der Bekämpfung des Blaster- und des Sobig-Computerwurms untersucht wurde.
Hyppönen hat auf zahlreichen Konferenzen auf der ganzen Welt Keynotes und Präsentationen abgehalten, darunter Black Hat, DEF CON, DLD, RSA und V2 Security. Zusätzlich zu Datensicherheitsveranstaltungen hat Hyppönen Vorträge auf Veranstaltungen von allgemeinem Interesse gehalten, wie z. B. TED, TEDx, DLD, SXSW, Slush und Google Zeitgeist. Er hat auch auf verschiedenen militärischen Veranstaltungen gesprochen, darunter AFCEA-Veranstaltungen und dem ICCC des NATO CCD COE. Hyppönen ist Reserveoffizier der finnischen Armee.
Hyppönen ist seit 2007 Mitglied des Beirats von IMPACT (International Multilateral Partnership Against Cyber Threats) zusammen mit Jewgeni
Kasperski, Hamadoun Touré, Fred Piper und John Thompson.
Hyppönen ist Kolumnist für BetaNews und Wired. Über seine Forschung hat er auch für CNN, die The New York Times und Scientific American geschrieben.
Im Jahr 2011 wurde er in der Liste der Top 100 Global Thinkers von Foreign Policy auf Platz 61 geführt.
Hyppönen prägte den Begriff „Cybercrime Unicorns“ als Bezeichnung für Cybercrime-Organisationen mit einem Wert von über einer Milliarde US-Dollar – eine Anspielung auf den Begriff „Startup Unicorn“.
Über die PRISM-Überwachung sagte Hyppönen im Jahr 2013:

“The two greatest tools of our time have been turned into government surveillance tools. I'm talking about the mobile phone and the internet. George Orwell was an optimist.”

„Die beiden größten Werkzeuge unserer Zeit wurden in staatliche Überwachungswerkzeuge umgewandelt. Ich spreche vom Mobiltelefon und dem Internet. George Orwell war ein Optimist.“

## Hyppönens Rolle in der Geschichte der Computersicherheit
Hyppönen machte 2011 internationale Schlagzeilen, als er die Urheber des ersten PC-Virus der Geschichte, Brain, aufspürte und besuchte. Hyppönen produzierte einen Dokumentarfilm über dieses Ereignis, der auf YouTube veröffentlicht wurde.
Seit der Entdeckung der ersten Smartphone-Viren hat Hyppönen auch den Anstieg von Malware für Mobiltelefone dokumentiert.
Der Blog "News from the Lab", den Hyppönen 2004 ins Leben rief, war der erste Blog eines Antiviren-Unternehmens.
Hyppönen wurde von Twitter als Verantwortlicher für die Verbesserung der Sicherheit von Twitter herausgestellt.
Seit 2016 ist Hyppönen Kurator für das Malware Museum des Internet Archive.
Im Oktober 2021 veröffentlichte er sein erstes Buch. Dessen englische Übersetzung „If It's Smart, It's Vulnerable“ wurde im Juni 2022 veröffentlicht. Eine deutsche Übersetzung erschien im Juli 2023 unter dem Titel „Was vernetzt ist, ist angreifbar“.